# BBC Radio 5 Live Sports Extra
BBC Radio 5 Sports Extra (noto anche come 5 Sports Extra o 5 Extra, Precedentemente noto come BBC Radio 5 Live Sports Extra) è una stazione radio digitale nazionale nel Regno Unito, gestita dalla BBC e specializzata solo in una copertura sportiva estesa addizionale. È una stazione gemella di BBC Radio 5 Live e condivide strutture, presentatori e dirigenti ed è un dipartimento della divisione BBC North Group.
Se una notizia viene interrotta durante le trasmissioni sportive in diretta su 5 Live, la copertura sportiva verrà reindirizzata e continuata su 5 Sports Extra, mentre 5 Live passerà alle notizie in diretta.
La stazione è disponibile solo su radio digitale, piattaforme televisive e online. Dal 25 luglio 2016, Radio 5 Sports Extra non è più disponibile per lo streaming internazionale.

## Storia

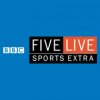
Logo 2002-07

Logo 2007-2022

BBC Radio Five Live Sports Extra fu lanciato come parte dell'espansione della BBC nella radio digitale lanciando diverse stazioni solo digitali che avrebbero completato la copertura esistente. Al momento del lancio, tutta la copertura degli sport radiofonici era inclusa come parte del mix di notizie e sport di BBC Radio 5 Live, le frequenze in onde lunghe di BBC Radio 4 o su singole BBC Local Radio. Poiché queste piattaforme non potevano ospitare in modo appropriato altri sport, fu lanciato un nuovo servizio: BBC Radio Five Live Sports Extra. La stazione iniziò le trasmissioni alle 14:30 del 2 febbraio 2002. Juliette Ferrington presentò il primo programma: il commento del Manchester United contro il Sunderland.
Nonostante molti diritti televisivi su eventi sportivi siano duramente combattuti da società commerciali, come Sky Sports e ITV Sport, la copertura radiofonica per molti eventi è ancora detenuta dalla BBC: il principale concorrente è la stazione commerciale TalkSPORT.
Nel 2007 la stazione fu rinominata in linea con il resto della rete. Il nuovo logo BBC Radio 5 Live Sports Extra fu trasformato in un logo a base circolare di colore verde; secondo la ricerca, è stato scelto il colore verde perché le persone lo associano allo sport. Fu inoltre adottato un nuovo sfondo di linee diagonali blu e rosse sullo stesso colore verde per le promozioni del servizio. Insieme al marchio, Sports Extra iniziato ad allinearsi con 5 Live. Di conseguenza la presenza online della stazione fu diminuita, rimanendo solo la programmazione di eventi imminenti; tutti gli altri dettagli furono integrati nel sito Web 5 Live o nella nuova Homepage Online di BBC Radio.
Nel 2011 la stazione, insieme a 5 Live, si è trasferita a MediaCityUK a Salford, Grande Manchester.

## Trasmissioni
(—BBC Trust. BBC Radio 5 Live Sports Extra Remit)
BBC Radio 5 Live Sports Extra viene trasmesso solo su piattaforme digitali. A differenza della stazione gemella 5 Live, non viene utilizzata alcuna frequenza analogica. Il servizio è invece disponibile solo su DAB Digital Radio e sulla televisione digitale attraverso operatori di servizi satellitari, come Sky, operatori via cavo, come Virgin Media, il digitale terrestre, come Freeview e IPTV. Il servizio è disponibile anche online attraverso il sito Web della BBC, il servizio secondario BBC iPlayer e la parte di servizio Radioplayer di proprietà della BBC. Il servizio BBC iPlayer ripropone anche i programmi per sette giorni dopo la trasmissione originale. A causa delle restrizioni sui diritti, alcuni programmi sono disponibili solo per il pubblico del Regno Unito o non sono disponibili sul sito Web della BBC o sui servizi di iPlayer.

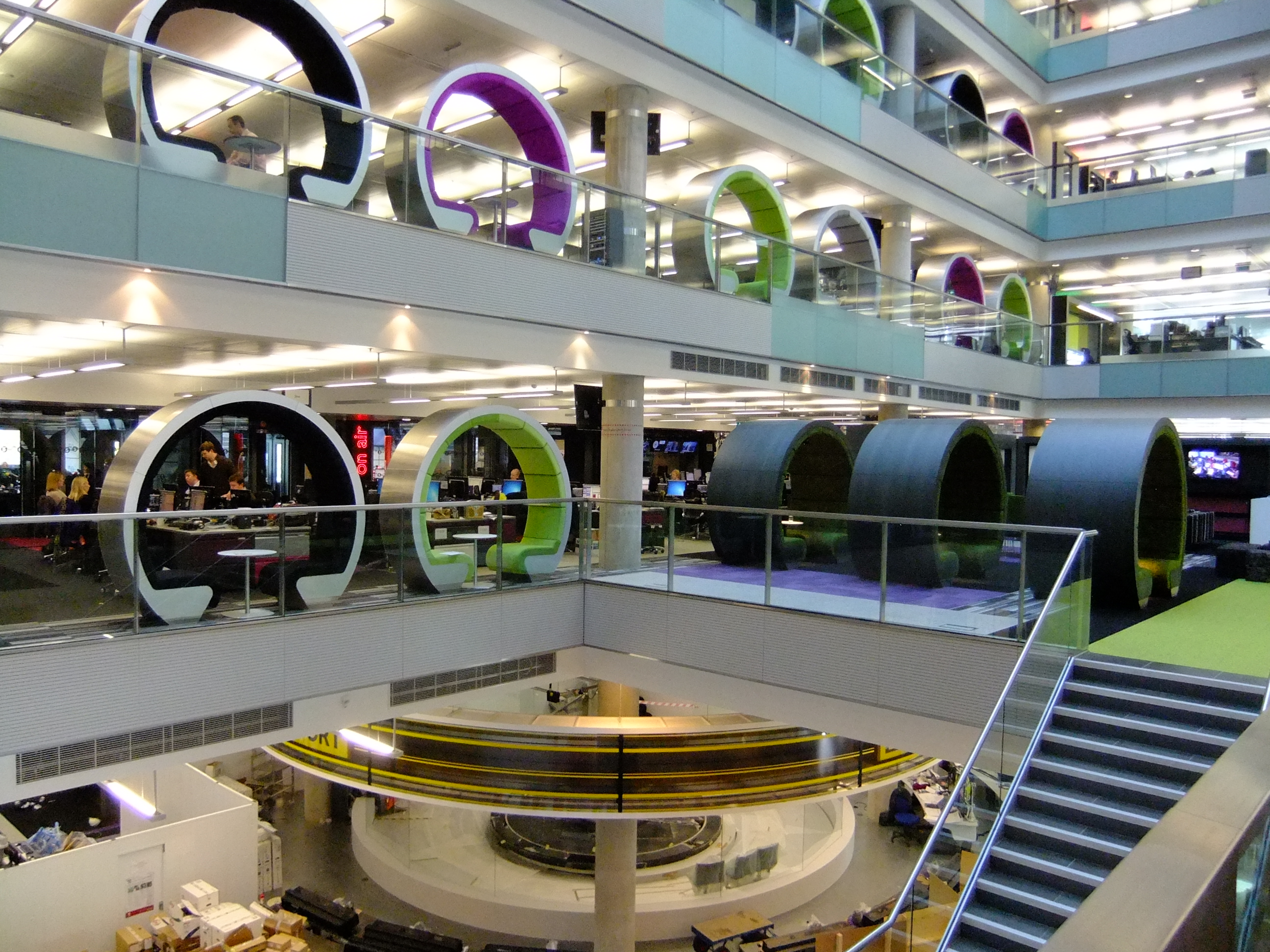
La sede di BBC Radio 5 Live Sports Extra a Quay House, MediaCityUK

La stazione si distingue per il fatto che si tratta di un servizio part-time, trasmesso solo attraverso trasmissioni sportive. Queste stesse trasmissioni sono anche in diretta e ininterrotte, a differenza di Radio 5 Live che aggiunge notiziari e Radio 4 Longwave che aggiunge le previsioni del tempo. Quando la stazione va fuori onda tutte le trasmissioni cessano poiché la stazione non trasmette contemporaneamente altre trasmissioni; questo è insolito sulla rete della BBC Radio poiché quasi tutte le stazioni radio ora funzionano 24 ore al giorno o in simultanea con un altro servizio: Radio 4 trasmette in simultanea con BBC World Service e le stazioni BBC Local Radio trasmettono 5 Live quando non sono in onda. Un effetto collaterale di questa mancanza di simultanea è che coloro che tentano di sintonizzarsi sulla stazione con una radio digitale DAB avranno spesso difficoltà a trovare la stazione. Il flusso di Internet, che in precedenza era utilizzato anche per andare in onda, ora trasmette il promo della stazione in un ciclo continuo.
Il sovrintendente delle stazioni è Jonathan Wall, che è anche responsabile di 5 Live ed è responsabile dei dipartimenti BBC North e BBC Audio & Music. La stazione opera da Quay House in MediaCityUK su un unico piano insieme a 5 Live. Sebbene 5 Live Sports Extra non utilizzi spazio in studio, le squadre necessarie per organizzare la copertura della partita sono condivise con 5 Live. Il trasferimento a Salford è durato due mesi ed è avvenuto accanto a quello di 5 Live, nel tentativo di creare un hub mediatico settentrionale e di esternalizzare importanti produzioni da Londra. In precedenza, 5 Live Sports Extra era stata collocata accanto a 5 Live nel BBC Television Centre e si erano estesi su più piani.

## Programmazione
5 Live Sports Extra trasmette una varietà di sport, tra i quali:
- Test Match Special
- Coppa del Mondo di cricket, ICC Champions Trophy e ICC World Twenty20
- Test cricket Inghilterra e One Day Internationals
- Semifinali e finali di Friends Provident Trophy e Twenty20 Cup
- County Championship di Cricket
- Trasmissione completa della Premier League e del Torneo Interbritannico di calcio se le partite si sovrappongono, con 5 Live che ha la prima scelta in questi casi
- World Series del Major League Baseball fin dal 2004
- Campionati di Tennis di Wimbledon, con la stazione che fornisce commenti extra sul torneo durante la prima settimana
- Finali della Stanley Cup della National Hockey League
- Grand Slam di Tennis, copertura del torneo dei round non finali e alcuni altri importanti tornei di tennis
- Campionato di F1
- Azioni di qualsiasi altra competizione trasmessa su 5 Live

Durante la stagione 2012, 5 Live e 5 Live Sports Extra hanno trasmesso le ultime partite della NFL trasmesse domenica sera, con copertura tratta da Westwood One, ad eccezione delle NFL International Series e del Super Bowl, che utilizzava commenti prodotti dalla BBC. Absolute Radio 90s ha acquisito i diritti di trasmissione della NFL a partire dal 2013. BBC Radio 5 Live e 5 Live Sports Extra hanno riacquistato i diritti sui giochi NFL per i playoff della stagione 2014-2015.